# Ekkehard Zeidler
Ekkehard „Maxe“ Zeidler (* 28. Februar 1939 in Bockwitz) ist ein ehemaliger deutscher Fußballspieler und -trainer. Im Laufe seiner Karriere spielte er unter anderem für die BSG Energie Cottbus und die ASG Vorwärts Cottbus in der zweitklassigen DDR-Liga.

## Karriere

### Spieler
Ekkehard Zeidler wurde in Bockwitz, dem heutigen Lauchhammer-Mitte, geboren und begann als Neunjähriger bei der örtlichen SG Stahl Lauchhammer-Ost Fußball zu spielen. 1950 wurde der Verein in eine Betriebssportgemeinschaft umgewandelt. Zeidler durchlief die Jugendmannschaften des Vereins und schloss sich November 1958 dem Wehrdienst an und kam somit zur ASG Vorwärts Cottbus, die zu diesem Zeitpunkt in der drittklassigen II. DDR-Liga antrat. Sein erstes Spiel absolvierte Zeidler in der folgenden Saison, in der er insgesamt 15 Spiele absolvierte und fünf Tore erzielte. Sein erstes Tor für die ASG Vorwärts Cottbus erzielte er im Spiel gegen die BSG Stahl Stalinstadt. Am Saisonende stieg Zeidler mit der ASG schließlich in die DDR-Liga auf. Des Weiteren kam er 1959 zu einem Einsatz im FDGB-Pokal, bei dem er einen Treffer erzielte. Zeidler wurde schließlich Stammspieler der ASG und erreichte 1960 mit der ASG Vorwärts Cottbus einen Platz im Tabellenmittelfeld. Er wurde in 25 Spielen eingesetzt und erzielte neun Tore.
Im Jahr 1964 wechselte Ekkehard Zeidler, der in den sechs Jahren bei Vorwärts Cottbus in 110 Pflichtspielen 39 Tore erzielt hatte, zum Stadtrivalen SC Cottbus. Sein Debüt für den neuen Verein gab Zeidler am 24. Mai 1964 beim 4:0-Sieg gegen die BSG Motor Dessau, in dem er sofort einen Doppelpack erzielte. Ab der folgenden Spielzeit kam Zeidler sowohl für die Profimannschaft in der DDR-Liga als auch für die zweite Mannschaft des SC Cottbus in der Bezirksliga Cottbus zum Einsatz. Neben acht Spielen in der DDR-Liga, in denen er neun Tore erzielte, absolvierte er in der Bezirksliga 18 Spiele für den SC Cottbus II. Mit der SC Cottbus verpasste Zeidler mit dem zweiten Tabellenplatz nur knapp den Aufstieg in die DDR-Oberliga.
In der ersten Hälfte der Saison 1965/66 absolvierte Zeidler alle 17 Ligaspiele und erzielte vier Tore. Nachdem sich Zeidler nach einem grenzüberschreitenden Spiel der BSG Energie Cottbus gegen den Verein Wacker 04 Berlin von der Mannschaft entfernt hatte, um seine in West-Berlin lebende Schwester zu besuchen, wurde er in der Rückrunde endgültig in die zweite Mannschaft degradiert. In der folgenden Spielzeit kam er auch in der Bezirksliga nur auf fünf Einsätze. Erst am 7. Spieltag der Saison 1966/67 kam Ekkehard Zeidler wieder für die inzwischen als BSG Energie Cottbus spielende erste Mannschaft zum Einsatz. In der Saison kam er schlussendlich auf 16 Spiele und erzielte vier Tore. Sein letztes Spiel in der DDR-Liga absolvierte Zeidler am 23. April 1967 beim 3:2-Sieg gegen die BSG Lokomotive Halberstadt, danach wurde er nur noch in der zweiten Mannschaft eingesetzt, für die er bis 1970 noch 71 Spiele absolvierte. 1970 wechselte Zeidler dann zur BSG Fortschritt Cottbus, für die er einige Male in der Bezirksliga auf dem Platz stand und auch als Trainer tätig war, 1972 beendete er seine Karriere.

### Trainer
Bereits während seiner Zeit als Spieler bei der ASG Vorwärts Cottbus trainierte Zeidler von 1961 bis 1962 die Jugendmannschaft und von 1963 bis 1964 die Juniorenmannschaft des Vereins. Nach einem Jahr bei der BSG Traktor Döbbrick wurde Zeidler Spielertrainer bei der BSG Fortschritt Cottbus, nachdem er 1972 seine Karriere als Spieler beendet hatte, trainierte er die Mannschaft für ein weiteres Jahr. 1973 kehrte er wieder zur ASG Vorwärts Cottbus zurück und trainierte die zweite Mannschaft. Im folgenden Jahr wurde die ASG nach Kamenz verlegt und spielte fortan als ASG Vorwärts Kamenz in der Bezirksliga Dresden. Zeidler wurde der erste Cheftrainer der ASG. Nach einem weiteren Jahr wurde Zeidler ein zweites Mal Cheftrainer der BSG Fortschritt Cottbus.
Im September 1978 wurde Ekkehard Zeidler Trainer der Juniorenmannschaft der BSG Turbine Vetschau und Sektionsleiter. Weiterhin trainierte er ab 1978 die Herrenmannschaft. Nach acht Jahren wechselte er zum Lokalrivalen TSG Lübbenau 63. Zum Saisonende erreichte er den dreizehnten Tabellenplatz in der Bezirksliga Cottbus, zuvor waren der TSG vier Punkte abgezogen worden. Nach der Saison verließ Zeidler die TSG wieder. 1989 kehrte er in den Nachwuchsbereich von Turbine Vetschau zurück, ab 1990 trainierte er den Nachfolgeverein SpVgg Blau-Weiß 90 Vetschau und stieg in der ersten Spielzeit in die damals viertklassige Verbandsliga Brandenburg auf. In der Saison 1994/95 erreichte die SpVgg Blau-Weiß in der inzwischen fünftklassigen Verbandsliga nur noch den vorletzten Platz. Zeidler wechselte daraufhin zum FSV Glückauf Brieske-Senftenberg in die Oberliga Nordost. Ebenfalls 1995 erwarb Zeidler seine A-Lizenz, da die DDR-Trainerlizenz nicht mehr anerkannt wurde.
1996 stieg Glückauf Brieske-Senftenberg in die Verbandsliga ab. Während der folgenden Saison wechselte Zeidler zum SC Spremberg 1896 in der Landesklasse Brandenburg. 1999 wurde Zeidler Stützpunkttrainer des Fußballkreises Spreewald im Fußball-Landesverband Brandenburg. Zudem trainierte er in der Saison 2000/01 den Amateurverein SV Fichte Kunersdorf. 2008 und 2009 trainierte Zeidler die U7-Nachwuchsmannschaft des FC Energie Cottbus. Noch im Februar 2019 war Zeidler am DFB-Stützpunkt Lübbenau aktiv, wo er Trainer ausbildet. Zu den Trainern, die von Zeidler ausgebildet wurden, zählen unter anderem Matthias Rudolph, Detlef Irrgang und Jörg Schwanke.

## Erfolge
- 1959: Aufstieg in die DDR-Liga mit der ASG Vorwärts Cottbus